# Jean Paul René Ukiniwabo
Jean Paul René Ukiniwabo, né le 5 janvier 1998, à Kigabiro, est un coureur cycliste rwandais.

## Biographie
Jean Paul René Ukiniwabo naît dans une famille de quatre garçons. Alors lycéen à Rwamagana, il commence le cyclisme en juillet 2013, inspiré par les performances de ses compatriotes Adrien Niyonshuti et Valens Ndayisenga. Il s'impose dès sa première course, et rejoint rapidement le Club Les Amis Sportifs de Rwamagana.
En 2015, il se distingue en remportant quatre épreuves de la Coupe du Rwanda juniors (moins de 19 ans). Ses performances lui permettent de participer à un camp d'entraînement de l'Africa Rising Cycling Center. L'année suivante, il est sacré triple champion du Rwanda juniors, dans la course en ligne, le contre-la-montre et le VTT cross-country. Il représente par ailleurs son pays lors des championnats du monde de Doha.
Lors de la saison 2017, il obtient diverses places d'honneur sur des étapes du Tour du Cameroun et du Tour du Rwanda. Il se classe également cinquième d'une étape de la prestigieuse Tropicale Amissa Bongo. L'année suivante, il termine quatrième du Tour de l'Espoir, mais aussi sixième  du Tour du Cameroun. Il représente son pays lors des Jeux du Commonwealth.

## Palmarès sur route

### Par année
- 2015
  - 2e du championnat du Rwanda du contre-la-montre juniors
- 2016
  -  Champion du Rwanda sur route juniors
  -  Champion du Rwanda du contre-la-montre juniors
  - Northern Circuit[6]

### Classements mondiaux
| Année           | 2017 | 2018 |
| --------------- | ---- | ---- |
| UCI Africa Tour | 252e | 61e  |

## Palmarès en VTT

### Championnats du Rwanda
- 2016
  -  Champion du Rwanda de cross-country juniors